# Juan Nepomuceno Guerra
Juan Nepomuceno Guerra Cárdenas (18. července 1915 – 12. července 2001) byl mexický drogový lord, zakladatel a dlouholetý vůdce tzv. Zálivového kartelu (Cártel del Golfo, CDG), operujícího v oblasti Mexického zálivu.
Narodil se ve městě Matamoros v Tamaulipasu. Ve třicátých letech, v době prohibice v USA, začal pašovat z Mexika alkohol (později též tvrdší drogy, ale to již v době, kdy kartel vedl jeho synovec Juan García Abrego). Sám strávil velmi málo času ve vězení (údajně díky podplácení starostů, guvernérů, policejních velitelů a celních úředníků), jediný delší pobyt proběhl v roce 1991 kvůli daňovým únikům (když dříve zastřelil svou manželkou, byl po několika hodinách propuštěn, vražda údajně proběhla v sebeobraně).
V roce 2015 po něm byla pojmenována ulice ve městě Reynosa. V seriálu Narcos: Mexiko jeho postavu ztvárnil Jesús Ochoa.